# Aleucosia maculosa
Aleucosia maculosa är en tvåvingeart som först beskrevs av Newman 1841.  Aleucosia maculosa ingår i släktet Aleucosia och familjen svävflugor. Inga underarter finns listade i Catalogue of Life.